# Johannes Vinther
Johannes Larsen Vinther (* 5. Januar 1893 in Nørre Broby Sogn; † 24. Mai 1968 in Oure Sogn) war ein dänischer Turner.

## Erfolge
Johannes Vinther, der für den Verein Skytterforeningernes Hold turnte, nahm 1912 an den Olympischen Spielen in Stockholm teil. Bei diesen gehörte er zur dänischen Turnriege im Wettbewerb, der nach dem sogenannten schwedischen System ausgetragen wurde. Dabei traten insgesamt drei Mannschaften an, die aus 16 bis 40 Turnern bestehen und während des einstündigen Wettkampfs gleichzeitig antreten mussten. Es wurden die Ausführungen der geturnten Übungen an den Geräten bewertet, aber auch das Verlassen und der Wechsel der Geräte sowie der Einmarsch zu Beginn. Das Gesamtergebnis war ein Durchschnittswert der Ergebnisse aller Turner. Neben den Schweden traten auch Turnriegen aus Norwegen und Dänemark an. Mit 937,46 Punkten setzten sich die Schweden deutlich gegen ihre Konkurrenten durch: Die Dänen erzielten 898,84 Punkte und belegten damit vor den drittplatzierten Norwegern mit 857,21 Punkten den zweiten Platz.
Vinther gewann zusammen mit Peter Villemoes Andersen, Valdemar Bøggild, Søren Peter Christensen, Ingvald Eriksen, George Falcke, Torkild Garp, Hans Trier Hansen, Johannes Hansen, Rasmus Hansen, Jens Kristian Jensen, Alfred Jensen, Karl Kirk, Jens Kirkegaard, Olaf Kjems, Carl Larsen, Jens Peter Laursen, Marius Lefevre, Poul Mark, Einar Olsen, Hans Pedersen, Hans Eiler Pedersen, Olaf Pedersen, Peder Larsen Pedersen, Jørgen Ravn, Aksel Sørensen, Søren Thorborg und Kristen Vadgaard die Silbermedaille.